# 松鹤站 (忠清北道)
松鶴站（：／ Songhak yeok */?）曾經为韩国铁路太白线上的一座鐵路站，位于忠清北道堤川市松鹤面，已于2013年废止。

## 历史
- 1949年11月15日 - 落成启用。
- 2013年10月17日 - 停止使用[1]。